# عبد الله جماع

عبد الله  هو جد قبائل العبدلاب في السودان التي تنتسب إلى محمد بن الحسن العسكري المعروف لدى الشيعة بأنه الإمام الثاني عشر الإمام المهدي.
تذكر روايات العبدلاب التاريخية أن جدهم شهوان كان مقيما بالجميلية في مصر ما بين عامي 830هـ و 860 هـ ثم هاجر ابنه علي منها إلى المدينة المنورة وفيها ولد ولده محمد الذين هاجر إلى السودان غبر سواكن وأنجب عبد الله جماع.

## أسرته
- تزوج عبد الله جماع من امرأة من بني أمية من قبيلة قريش وأنجبت له:

1. أحمد أدركوجا، جد قبائل الأدركوجاب
2. إسماعيل العقيل
3. محمد ديومة، جد قبائل الديوماب
4. إدريس الأنقير، جد قبائل الأنقرياب
5. محمد سبه، جد قبائل السباباب

- ثم تزوج عبد الله جماع من عائشة بنت حمد أبو دنانة وأنجبت له:

1. عجيب المانجلك